# Cape Vincent (New York)
Ne doit pas être confondu avec Cape Vincent (village, New York).
Cape Vincent est une ville située dans le comté de Jefferson, dans l'État de New York, aux États-Unis,. En 2010, elle comptait une population de 2 777 habitants.

## Démographie
Lors du recensement de 2010, la ville comptait une population de 2 777 habitants. Elle est estimée, en 2016, à 2 812 habitants.